# 端凝殿
端凝殿（穆麟德轉寫：duwan ning diyan），是故宫乾清宫内的一座附属建筑物。在清朝，这里是皇帝的衣帽间，存放有皇帝的衣服、帽子、衣带、鞋等物品。大殿北面有三间房子，是御茶房和太监值班房。殿南的三间房则是自鸣钟放置处及历代皇帝的部分服饰放置处。南面是日精门，门的南面是御药房。